# فریب نظامی

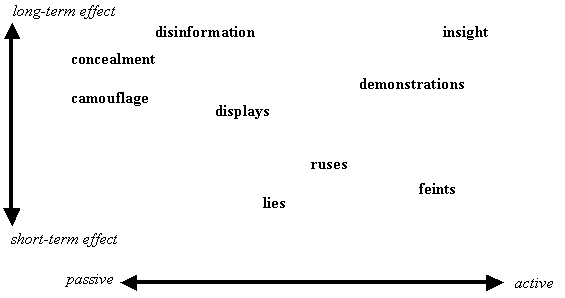
طیفی از انواع فریب نظامی شامل: اطلاعات نادرست، پنهان‌کاری، استتار، تظاهر و ظاهرسازی

فریب نظامی (انگلیسی: Military deception) یا عملیات فریب، تلاش یک واحد نظامی برای به دست آوردن مزیت در طول جنگ، از طریق گمراه کردن تصمیم گیرندگان دشمن در انجام اقدامات مضر برای طرف مقابل می‌باشد. این امر اغلب با ایجاد یا تقویت غبار جنگ، از طریق طراحی و اجرای عملیات جنگ روانی، جنگ اطلاعاتی، گمراه‌سازی و فریب بصری یا روش‌های دیگر به دست می‌آید.